# HD 19141
HD 19141，又名CD-47 932，SAO 216150、HR 929，是一颗恒星，视星等为5.82，位于銀經259.36，銀緯-57.5，其B1900.0坐标为赤經2h 59m 30.7s，赤緯-47° -57.5′ 1″。